# Port lotniczy Monachium

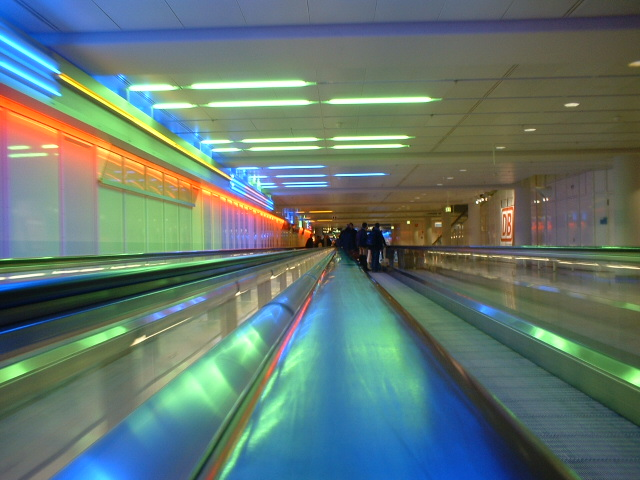
Wnętrze terminalu

Port lotniczy Monachium – międzynarodowe lotnisko im. Franza Josefa Straußa. Jest to drugi pod względem wielkości port lotniczy Niemiec, po Frankfurcie. Położony jest 28 km na północny wschód od Monachium. W 2007 obsłużył 33,96 mln pasażerów i był na 30. miejscu listy największych pod względem ruchu pasażerskiego portów lotniczych na świecie.

## Kierunki lotów i linie lotnicze
| Linia lotnicza             | Kierunek |
| -------------------------- | --- |
| Aegean Airlines            | 1. Ateny 2. Saloniki Sezonowo: 1. Heraklion 2. Kalamata |
| Aer Lingus                 | 1. Dublin Sezonowo: 1. Cork |
| airBaltic                  | 1. Ryga 2. Tallinn 3. Wilno |
| Air Cairo                  | 1. Hurghada Sezonowo: 1. Marsa Alam 2. Szarm el-Szejk |
| Air Canada                 | 1. Toronto-Pearson |
| Air China                  | 1. Pekin 2. Szanghaj-Pudong |
| Air Dolomiti               | 1. Amsterdam 2. Bari 3. Billund 4. Bolonia 5. Kluż-Napoka 6. Florencja 7. Genewa 8. Genua 9. Kraków 10. Mediolan-Linate 11. Mediolan-Malpensa 12. Nicea 13. Turyn 14. Wenecja 15. Werona Sezonowo: 1. Ankona 2. Barcelona 3. Brindisi 4. Göteborg 5. Graz 6. Lyon 7. Olbia 8. Rijeka 9. Walencja |
| Air Europa                 | 1. Madryt |
| Air France                 | 1. Paryż-Charles de Gaulle |
| Air Montenegro             | Sezonowo: 1. Podgorica |
| AJet                       | 1. Ankara 2. Antalya 3. Stambuł-Sabiha Gökçen Sezonowo: 1. Kayseri 2. Samsun 3. Trabzon |
| All Nippon Airways         | 1. Tokio-Haneda |
| American Airlines          | 1. Charlotte |
| Austrian Airlines          | 1. Wiedeń |
| BeOnd                      | Sezonowo: 1. Male |
| British Airways            | 1. Londyn-Heathrow |
| Brussels Airlines          | 1. Bruksela |
| Cathay Pacific             | 1. Hongkong (od 16 czerwca 2025) |
| Condor                     | 1. Frankfurt 2. Fuerteventura 3. Gran Canaria 4. Hurghada 5. Lanzarote 6. La Palma 7. Palma de Mallorca 8. Teneryfa-Południe Sezonowo: 1. Agadir 2. Alicante 3. Antalya 4. Chania 5. Korfu 6. Faro 7. Madera 8. Heraklion 9. Ibiza 10. Jerez 11. Kalamata 12. Karpatos 13. Kawala 14. Kefalinia 15. Kos 16. Lamezia Terme 17. Malaga 18. Mykonos 19. Olbia 20. Preweza 21. Rodos 22. Samos 23. Santorini 24. Skiathos 25. Split 26. Sulajmanijja 27. Wolos 28. Zakintos Czartery: 1. / Prisztina |
| Corendon Airlines          | Sezonowo: 1. Antalya 2. Hurghada 3. Izmir |
| Croatia Airlines           | 1. Osijek 2. Split 3. Zadar 4. Zagrzeb Sezonowo: 1. Brač 2. Dubrownik 3. Rijeka |
| Delta Air Lines            | 1. Atlanta Sezonowo: 1. Detroit |
| Discover Airlines          | 1. Gran Canaria 2. Lanzarote 3. Marrakesz 4. Teneryfa-Południe Sezonowo: 1. Bodø 2. Bodrum 3. Burgas 4. Calgary 5. Chania 6. Korfu 7. Dżerba 8. Fuerteventura 9. Madera 10. Heraklion 11. Hurghada 12. Ibiza 13. Jerez 14. Kalamata 15. Kefalonia 16. Kos 17. Marsa Alam 18. Menorka 19. Monastyr 20. Mykonos 21. Orlando 22. Palma de Mallorca 23. Preweza 24. Punta Cana (wznowione 26 października 2025) 25. Reykjavík 26. Rodos 27. Samos 28. Santorini 29. Warna 30. Windhuk 31. Zakintos |
| easyJet                    | 1. Edynburg 2. Londyn-Gatwick 3. Manchester 4. Mediolan-Malpensa 5. Neapol 6. Rzym-Fiumicino |
| EgyptAir                   | 1. Kair |
| El Al                      | 1. Tel Awiw |
| Emirates                   | 1. Dubaj |
| Etihad Airways             | 1. Abu Zabi |
| Eurowings                  | 1. Kolonia/Bonn 2. Düsseldorf 3. Hamburg 4. Palma de Mallorca 5. / Prisztina |
| EVA Air                    | 1. Tajpej-Taoyuan |
| Finnair                    | 1. Helsinki |
| FlyErbil                   | 1. Irbil |
| FlyOne                     | 1. Kiszyniów |
| Freebird Airlines          | Sezonowo: 1. Antalya |
| Gulf Air                   | 1. Bahrajn |
| Iberia                     | 1. Madryt |
| Icelandair                 | 1. Reykjavik-Keflavik |
| Israir Airlines            | Sezonowo: 1. Tel Awiw |
| ITA Airways                | 1. Rzym-Fiumicino |
| KLM                        | 1. Amsterdam |
| KM Malta Airlines          | 1. Malta |
| Kuwait Airways             | 1. Kuwejt |
| Leav Aviation              | Sezonowo: 1. Arvidsjaur |
| LOT                        | 1. Warszawa-Chopin |
| Lufthansa                  | 1. Alicante 2. Amsterdam 3. Ankona 4. Ateny 5. Bangkok-Suvarnabhumi 6. Bengaluru 7. Barcelona 8. / Bazylea 9. Pekin 10. Belgrad 11. Berlin 12. Bilbao 13. Billund 14. Birmingham 15. Bordeaux 16. Boston 17. Brema 18. Bruksela 19. Bukareszt 20. Budapeszt 21. Kair 22. Katania 23. Charlotte 24. Chicago-O’Hare 25. Kolonia/Bonn 26. Kopenhaga 27. Debreczyn 28. Delhi 29. Denver 30. Drezno 31. Dubaj 32. Dublin 33. Düsseldorf 34. Edynburg 35. Faro 36. Frankfurt 37. Madera 38. Gdańsk 39. Genewa 40. Göteborg 41. Graz 42. Hamburg 43. Hanower 44. Helsinki 45. Hongkong 46. Katowice 47. Kraków 48. Johannesburg 49. Larnaka 50. Lipsk/Halle 51. Lizbona 52. Lublana 53. Londyn-Heathrow 54. Los Angeles 55. Luksemburg 56. Lyon 57. Madryt 58. Malaga 59. Manchester 60. Marrakesz 61. Marsylia 62. Meksyk 63. Mediolan-Malpensa 64. Montréal-Trudeau 65. Mumbaj 66. Münster/Osnabrück 67. Nantes 68. Neapol 69. Newark 70. Nowy Jork-JFK 71. Nicea 72. Osaka-Kansai 73. Oslo-Gardermoen 74. Paderborn/Lippstadt 75. Palermo 76. Palma de Mallorca 77. Paryż-Charles de Gaulle 78. Paryż-Orly 79. Porto 80. Poznań 81. Praga 82. Rzym-Fiumicino 83. Rzeszów 84. San Francisco 85. São Paulo-Guarulhos 86. Seattle-Tacoma 87. Seul-Incheon 88. Szanghaj-Pudong 89. Sybin 90. Singapur 91. Sofia 92. Sztokholm-Arlanda 93. Stuttgart 94. Sylt 95. Tallinn 96. Tbilisi 97. Tel Awiw 98. Saloniki 99. Timișoara 100. Tirana 101. Tokio-Haneda 102. Tuluza 103. Tunis 104. Turyn 105. Walencja 106. Wiedeń 107. Warszawa-Chopin 108. Waszyngton-Dulles 109. Wrocław 110. Zagrzeb 111. Zurych Sezonowo 1. Asturia 2. Bastia 3. Bergen 4. Biarritz 5. Bodrum 6. Kapsztad 7. Cagliari 8. Korfu 9. Dubrownik 10. Fuerteventura 11. Glasgow 12. Gran Canaria 13. Heraklion 14. Hurghada 15. Ibiza 16. Jerez 17. Jersey 18. Kalamata 19. Kittilä 20. Lanzarote 21. Londyn-Stansted 22. Malta 23. Marsa Alam 24. Menorka 25. Miami 26. Mykonos 27. Olbia 28. Oulu 29. Piza 30. Preweza 31. Pula 32. Reykjavík-Keflavík 33. Rodos 34. Rijeka 35. Rimini 36. Santorini 37. Sewilla 38. Split 39. Teneryfa-Południe 40. Tivat 41. Toronto-Pearson 42. Tromsø 43. Vancouver 44. Warna 45. Zadar 46. Zakintos |
| Luxair                     | 1. Luksemburg |
| Nesma Airlines             | Czartery: 1. Hurghada |
| Norwegian Air Shuttle      | 1. Kopenhaga 2. Oslo-Gardermoen Sezonowo: 1. Alicante 2. Malaga 3. Sztokholm-Arlanda |
| Nouvelair                  | 1. Dżerba 2. Monastyr Sezonowo: 1. Tunis |
| Oman Air                   | 1. Maskat |
| Pegasus Airlines           | 1. Stambuł-Sabiha Gökçen Sezonowo: 1. Antalya 2. Izmir |
| Qatar Airways              | 1. Doha |
| Royal Jordanian            | 1. Amman |
| Saudia                     | 1. Dżudda 2. Rijad |
| SAS                        | 1. Kopenhaga 2. Oslo-Gardermoen 3. Sztokholm-Arlanda |
| Singapore Airlines         | 1. Singapur |
| Sky Express                | 1. Ateny |
| SmartLynx                  | Sezonowe czartery: 1. Ras al-Chajma |
| Somon Air                  | 1. Duszanbe |
| SunExpress                 | 1. Ankara 2. Antalya 3. Izmir Sezonowo: 1. Adana 2. Bodrum 3. Dalaman 4. Gaziantep 5. Kayseri 6. Samsun |
| SWISS                      | 1. Genewa 2. Zurych |
| TAP Portugal               | 1. Lizbona |
| Thai Airways International | 1. Bangkok-Suvarnabhumi |
| Transavia                  | 1. Paryż-Orly |
| Travelcoup                 | Sezonowo: 1. Ibiza 2. Palma de Mallorca 3. Zurych |
| TUI fly Deutschland        | 1. Boa Vista 2. Fuerteventura 3. Gran Canaria 4. Hurghada 5. Lanzarote 6. Palma de Mallorca 7. Sal 8. Teneryfa-Południe Sezonowo: 1. Korfu 2. Dalaman 3. Dżerba 4. Heraklion 5. Jerez 6. Kos 7. Marsa Alam 8. Minorka 9. Patras 10. Rodos |
| Tunisair                   | 1. Dżerba 2. Monastyr 3. Tunis |
| Turkish Airlines           | 1. Stambuł |
| United Airlines            | 1. Chicago-O’Hare 2. Denver 3. Houston-Intercontinental 4. Newark 5. San Francisco 6. Waszyngton-Dulles |

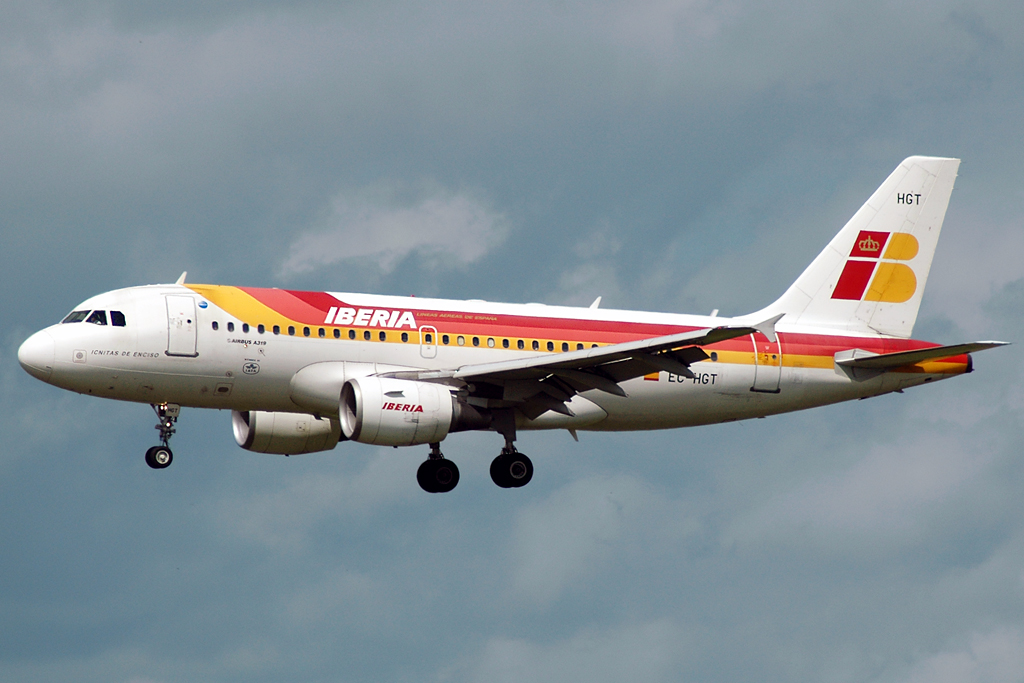
Iberia Airbus A320-200

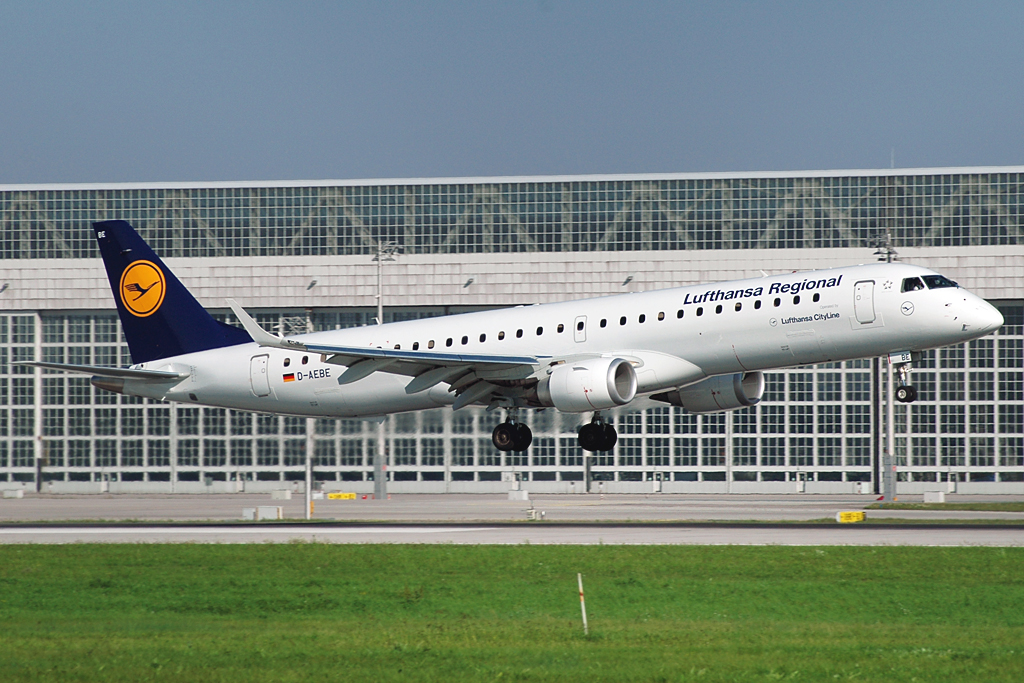
Lufthansa Regional Embraer E195

| Universal Air              | 1. Pecz 2. Rimini |
| Uzbekistan Airways         | 1. Taszkent |
| Vietnam Airlines           | 1. Hanoi 2. Ho Chi Minh |
| Vueling Airlines           | 1. Barcelona |
| Widerøe                    | 1. Bergen |